# Калово (община Търговище)
 Тази статия е за селото в Сърбия.  За селото в България вижте Калово.  
Калово (на сръбски: Калово или Kalovo) е село в община Търговище, Пчински окръг, Сърбия.

## История
В края на ΧΙΧ век Калово е село в Прешевска кааза на Османската империя. Според статистиката на Васил Кънчов („Македония. Етнография и статистика“) от 1900 година Калово е населявано от 455 жители българи християни. Според патриаршеския митрополит Фирмилиан в 1902 година в Калово има 60 сръбски патриаршистки къщи. По данни на секретаря на Българската екзархия Димитър Мишев („La Macédoine et sa Population Chrétienne“) в 1905 година в Калово (Kalovo) има 480 българи патриаршисти гъркомани.
В 2002 година в селото живеят 47 сърби и 1 друг.

## Население
- 1948- 585
- 1953- 602
- 1961- 468
- 1971- 392
- 1981- 136
- 1991- 68
- 2002- 48